# Madame Brouette
Pour plus de détails, voir Fiche technique et Distribution.
Madame Brouette est un film franco-canado-sénégalais réalisé par Moussa Sène Absa, sorti en 2004.

## Synopsis
Mati, surnommée « Madame Brouette », décide de quitter son mari pour mener une vie solitaire. Elle tombe un jour amoureuse de Naago, un policier. Peu après, un matin, un homme armé surgit dans la maison et donne des coups de feu. Mortellement touché, l'homme s'effondre devant la porte. Étonnamment, Mati avoue être coupable.

## Fiche technique
- Titre : Madame Brouette
- Réalisation : Moussa Sène Absa
- Scénario : Gilles Desjardins et Moussa Sène Absa
- Directeur de la photographie : Jean-Jacques Bouhon
- Musique : Majoly, Serge Fiori et Madou Diabaté
- Montage : Mathieu Roy-Decarie
- Sociétés de production : Les Productions de La Lanterne, Les Productions La Fête Inc, MSA, Arte France Cinéma
- Pays :  France,  Canada et  Sénégal
- Langue originale : français
- Format : couleur - 1,85:1 - 35 mm - Dolby stéréo
- Genre : comédie
- Durée : 104 minutes (1 h 44)
- Date de sortie : France : 21 juillet 2004

## Distribution
- Aboubacar Sadikh Bâ : Naago
- Ousseynou Diop : le commissaire de police
- Rokhaya Niang : Mati
- Kadiatou Sy : Ndaxté
- Ndèye Seneba Seck : Ndèye
- Akéla Sagna : London Pipe
- Pape Mboup : Le Griot

## Distinctions
- Berlinale 2003 : Ours d'argent de la meilleure musique de film : Majoly, Serge Fiori et Madou Diabaté